# Tom Horn
Thomas Cornelis Maria Horn (Amsterdam, 4 februari 1960) is een Nederlandse natuurkundige, bestuurder en PvdA-politicus. Sinds 19 december 2019 is hij burgemeester van Epe.

## Biografie

### Opleiding en maatschappelijke loopbaan
Horn studeerde aan de Universiteit van Amsterdam waar hij in 1984 afstudeerde in de natuurkunde en een 1e graads onderwijsbevoegdheid wis- en natuurkunde behaalde. Daarna begon hij aan een promotie-onderzoek op het FOM-instituut AMOLF te Amsterdam. Op 28 september 1988 promoveerde hij in de natuurkunde (specialisatie oppervlaktefysica) aan de UvA met het experimenteel-theoretische proefschrift ‘Catastrophes in surface scattering’, onder begeleiding van zijn promotores prof. dr. A.W. Kleyn en prof. dr. J. Los.
Vanaf 1988 werkte hij als wetenschappelijk stafmedewerker bij een adviesraad van de regering op het terrein van het wetenschaps- en technologiebeleid, de AWT en zijn voorganger. Van 1994 tot 2002 werkte hij bij het ministerie van Economische Zaken als (plaatsvervangend) afdelingshoofd. In 2000 rondde hij de leergang ‘Sturing van Verandering in Organisatie’ van het Sioo af. Van 2002 tot 2006 en van 2010 tot 2014 was hij actief als management consultant in de organisatieontwikkeling vanuit zijn eigen bedrijf HORN Management Consultancy.
Naast het burgemeesterschap is Horn voorzitter van de Raad van Toezicht van Parlan Jeugdhulp en Jeugd-GGZ te Alkmaar, beschermheer van het Sint Maartensgilde te Epe en voorzitter van het bestuur van Stichting Katholieke Kinderhuizen.

### Politieke loopbaan
Van 1990 tot 1998 was Horn bestuurslid en vicevoorzitter van de PvdA-afdeling Haarlemmermeer en van 1998 tot 2000 fractieassistent van de PvdA in de gemeenteraad van Haarlemmermeer. Vanaf januari 2000 nam hij zelf zitting in de gemeenteraad als raadslid voordat hij van 2006 tot 2010 wethouder was van Haarlemmermeer met in zijn portefeuille Sociale Zaken, Welzijn en Wmo en Volksgezondheid.
Van 2010 tot 2014 was Horn namens de PvdA opnieuw raadslid en daarnaast PvdA-fractievoorzitter in de gemeenteraad van Haarlemmermeer. Van 2014 tot 1 januari 2019 was hij opnieuw wethouder van Haarlemmermeer met in zijn portefeuille Zorg, Welzijn en Wonen. Hij besloot na de fusie van Haarlemmermeer met Haarlemmerliede en Spaarnwoude op 1 januari 2019 niet meer terug te keren in de Haarlemmermeerse politiek.
Op 16 oktober 2019 werd Horn door de gemeenteraad van Epe voorgedragen als nieuwe burgemeester. Op 22 november 2019 werd bekendgemaakt dat de minister van Binnenlandse Zaken en Koninkrijksrelaties heeft besloten hem te laten benoemen bij koninklijk besluit met ingang van 19 december 2019.

### Persoonlijk
Horn is getrouwd, heeft twee dochters en was tot zijn burgemeesterschap woonachtig in Nieuw-Vennep.